# 1996年亚洲冬季运动会短道速滑比赛
1996年亚洲冬季运动会短道速滑比赛于1996年2月5日-1996年2月6日在中国哈尔滨冰上训练基地举行，比赛共分10个单项，男女各5个单项。

## 总奖牌榜
*   主办国家/地区（中國）
| 排名                     | 国家 / 地区              | 金牌 | 銀牌 | 銅牌 | 总计 |
| ------------------------ | ------------------------ | ---- | ---- | ---- | ---- |
| 1                        |                          | 5    | 8    | 5    | 18   |
| 2                        | 中國*                    | 5    | 1    | 3    | 9    |
| 3                        | 日本                     | 0    | 1    | 2    | 3    |
| 总计（共3个国家 / 地区） | 总计（共3个国家 / 地区） | 10   | 10   | 10   | 30   |

## 奖牌得主

### 男子
| 項目       | 金牌                                            | 金牌    | 银牌                                                  | 银牌    | 铜牌                                          | 铜牌    |
| 500米      | 李佳军 · 中国（CHN）                            | 43.87   | 金东圣 · 韩国（KOR）                                  | 44.61   | 张洪波 · 中国（CHN）                          | 44.69   |
| 1000米     | 蔡智薰 · 韩国（KOR）                            | 1:32.89 | 宋在根 · 韩国（KOR）                                  | 1:33.16 | 金东圣 · 韩国（KOR）                          | 1:33.17 |
| 1500米     | 李佳军 · 中国（CHN）                            | 2:30.32 | 蔡智薰 · 韩国（KOR）                                  | 2:30.50 | 李浚焕 · 韩国（KOR）                          | 2:30.55 |
| 3000米     | 蔡智薰 · 韩国（KOR）                            | 4:57.03 | 金东圣 · 韩国（KOR）                                  | 4:58.61 | 宋在根 · 韩国（KOR）                          | 5:06.07 |
| 5000米接力 | 韩国（KOR） · 金东圣 · 李浚焕 · 蔡智薰 · 金善台 | 7:10.83 | 日本（JPN） · 今井英人 · 小寺武大 · 寺尾悟 · 横山秀治 | 7:11.43 | 中国（CHN） · 冯凯 · 李佳军 · 马延君 · 张洪波 | 7:23.74 |

### 女子
| 項目       | 金牌                                        | 金牌    | 银牌                                            | 银牌    | 铜牌                                                          | 铜牌    |
| 500米      | 王春露 · 中国（CHN）                        | 46.55   | 孙丹丹 · 中国（CHN）                            | 46.67   | 杨阳 · 中国（CHN）                                            | 47.14   |
| 1000米     | 全利卿 · 韩国（KOR）                        | 1:38.19 | 元蕙敬 · 韩国（KOR）                            | 1:38.60 | 勅使川原郁惠 · 日本（JPN）                                    | 1:38.63 |
| 1500米     | 杨扬 · 中国（CHN）                          | 2:28.93 | 全利卿 · 韩国（KOR）                            | 2:28.93 | 金润美 · 韩国（KOR）                                          | 2:29.02 |
| 3000米     | 金润美 · 韩国（KOR）                        | 5:09.75 | 元蕙敬 · 韩国（KOR）                            | 5:11.97 | 全利卿 · 韩国（KOR）                                          | 5:12.70 |
| 3000米接力 | 中国（CHN） · 孙丹丹 · 王春露 · 杨扬 · 杨阳 | 4:23.13 | 韩国（KOR） · 安尚美 · 金昭希 · 金润美 · 元蕙敬 | 4:24.62 | 日本（JPN） · 勅使川原郁惠 · 村冈美和子 · 小泽幸 · 山田乃玞子 | 4:33.91 |